# Vedettes de l'île de Batz
Pour les articles homonymes, voir Vedette.

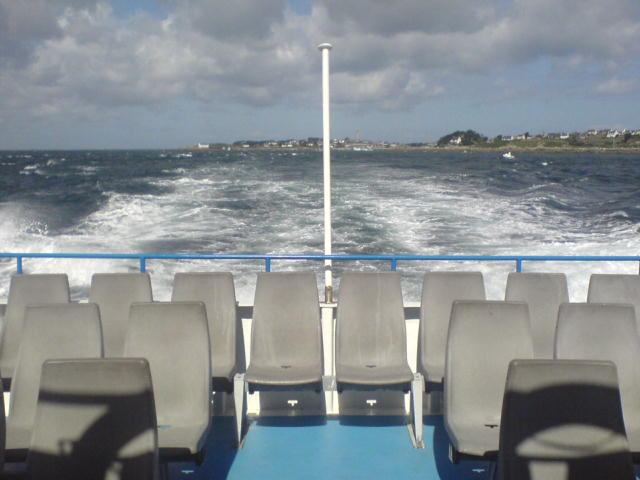
L'Île-de-Batz vue depuis la vedette à passagers Reine du Léon

Les Vedettes de l'île de Batz sont un groupement privé de trois compagnies maritimes assurant la desserte de l'Île de Batz dans le Finistère au départ de Roscoff et de nombreux ports du département.
La desserte de l'Île-de-Batz est la seule qui n'est pas effectuée par délégation de service public (DSP) de la région Bretagne via son réseau de transport BreizhGo. Seule la liaison Île-de-Batz ↔ Roscoff pour le transport de marchandises est assurée par la région Bretagne depuis 2018 et exploitée par la SARL Transport de Fret - Barge François André depuis 2016.

## Fonctionnement
Appelées également Compagnies associées de l'île de Batz, les Vedettes de l'île de Batz sont formées par 3 armements locaux autrefois concurrents et désormais associés.
Chaque compagnie dispose de deux vedettes à passagers pouvant transporter environ une centaine de passagers.
- En période creuse (d'octobre à mai), une seule vedette est en activité quotidiennement sur la ligne Île de Batz ↔ Roscoff. Les compagnies travaillent donc à tour de rôle, une même vedette étant donc armée toutes les 6 semaines.

En effet, le service à assurer ne nécessite pas l'exploitation de plusieurs unités. Cependant, pendant les vacances scolaires la deuxième vedette de la "compagnie de service", peut être amenée à renforcer la première.
- En période de transition (mi-juin à mi-juillet & mi-août à mi-septembre), il est très fréquent que la "compagnie de service" arme ses deux vedettes. Il arrive également que pendant les week-ends une autre compagnie vienne en renfort avec une seule ou ses deux vedettes. Ainsi, il peut y avoir jusqu'à 4 vedettes en service plusieurs jours durant.

- À partir de la mi-juin, et ce jusqu'à mi-septembre, les 3 compagnies se coordonnent pour assurer des liaisons avec l'Île de Batz au départ de plusieurs autres ports du Finistère ou des Côtes-d'Armor ainsi que diverses excursions en mer.

Chaque vedette à son parcours prédéfini. Par exemple, l'Adhara est tous les ans affecté à la ligne estivale Moguériec ↔ Île de Batz.
Ces liaisons estivales sont bien sûr très nombreuses de mi-juillet à mi-août.
- De mi-juillet à mi-août (période estivale), les 3 compagnies sont en service. L'appellation Vedettes de l'île de Batz prend alors tout son sens.

En effet, le fait d'avoir 6 vedettes en service permet d'assurer un départ toutes les 1/2 heures entre Roscoff et l'Île de Batz, ainsi que les diverses liaisons estivales avec 6 autres ports, et les excursions.

## Lignes & excursions
- Roscoff ↔ Île de Batz (à l'année en 10 à 15 minutes)

- Moguériec ↔ Île de Batz (en saison en 45 minutes)
- Plougasnou ↔ Île de Batz (en saison)
- Carantec ↔ Île de Batz (en saison)
- Locquirec ↔ Île de Batz (en saison)
- Trébeurden ↔ Île de Batz (en saison)

- Visite de la Baie de Morlaix (en saison au départ de l'Île de Batz, Roscoff, Carantec)
- Tour de l'Île de Batz (en saison au départ de l'Île de Batz et Roscoff)
- Remontée de la Rivière de Morlaix & visite de la Baie de Morlaix (en saison au départ de l'Île de Batz et Roscoff)

## Compagnies & navires

### Compagnie Finistérienne de Transports Maritimes (CFTM)

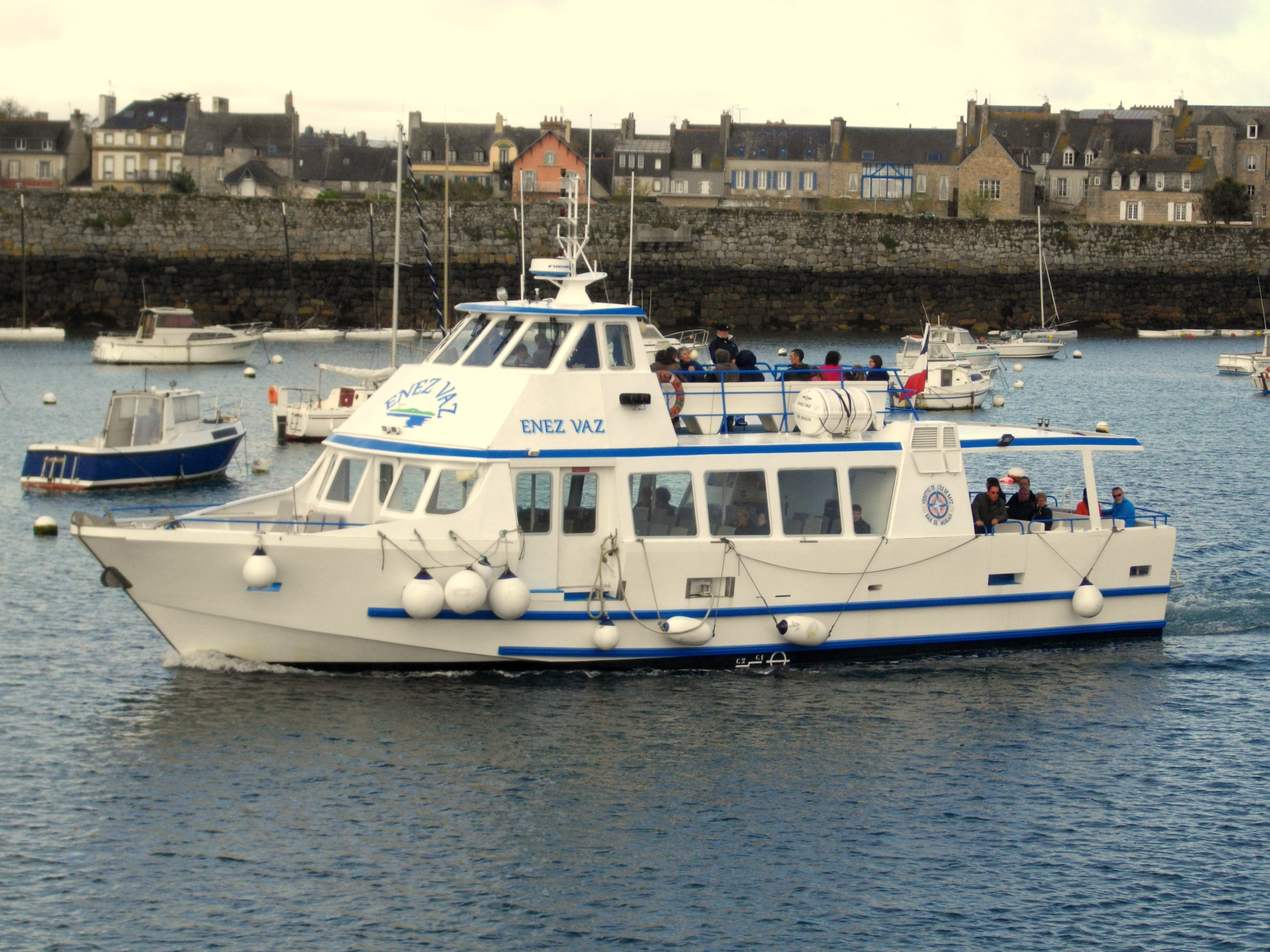
LEnez Vaz en route pour l'Île de Batz

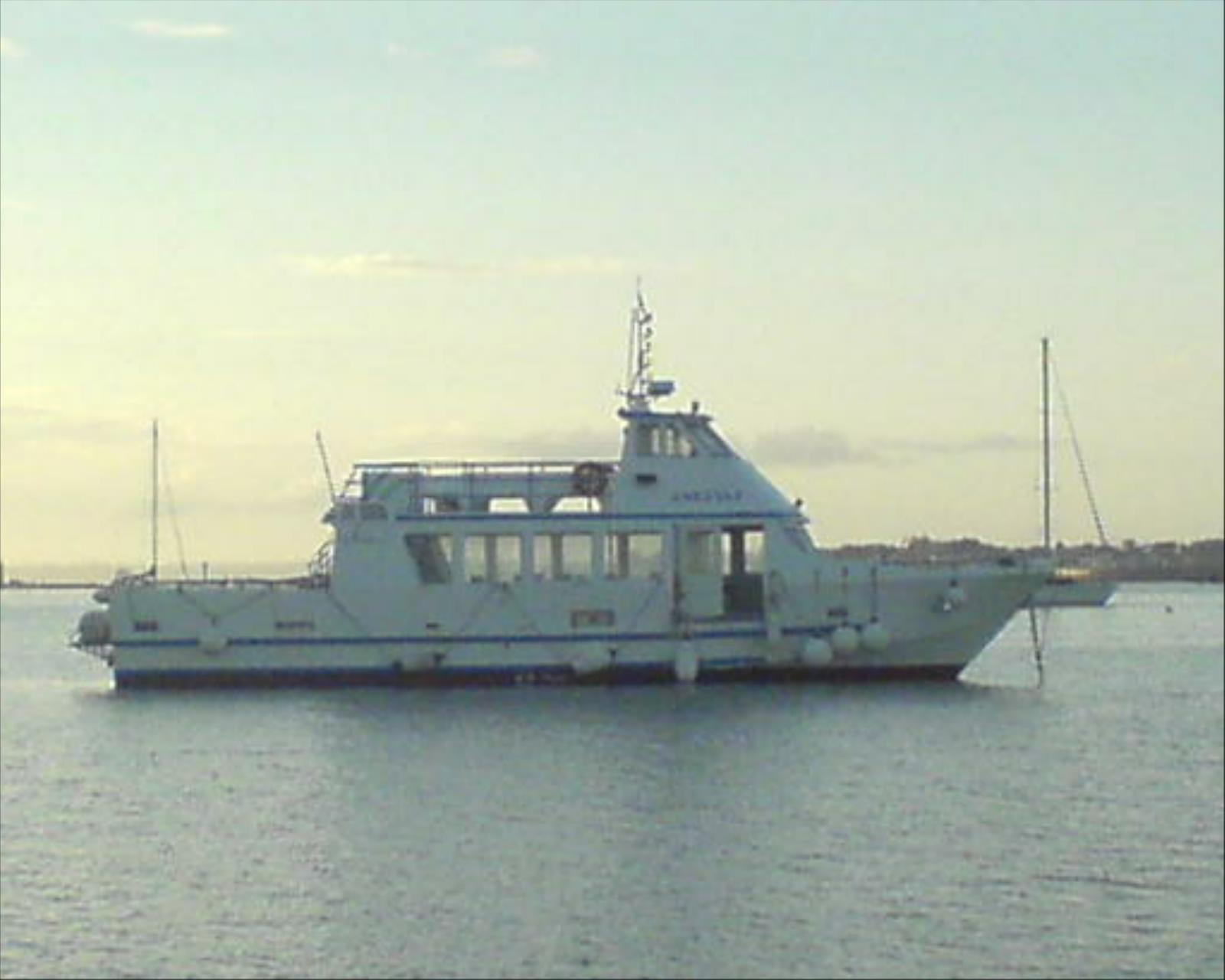
L' Enez Vaz accoste à l'Île de Batz

La CFTM arme deux vedettes à passagers à double pont : 

### Compagnie Armor excursions

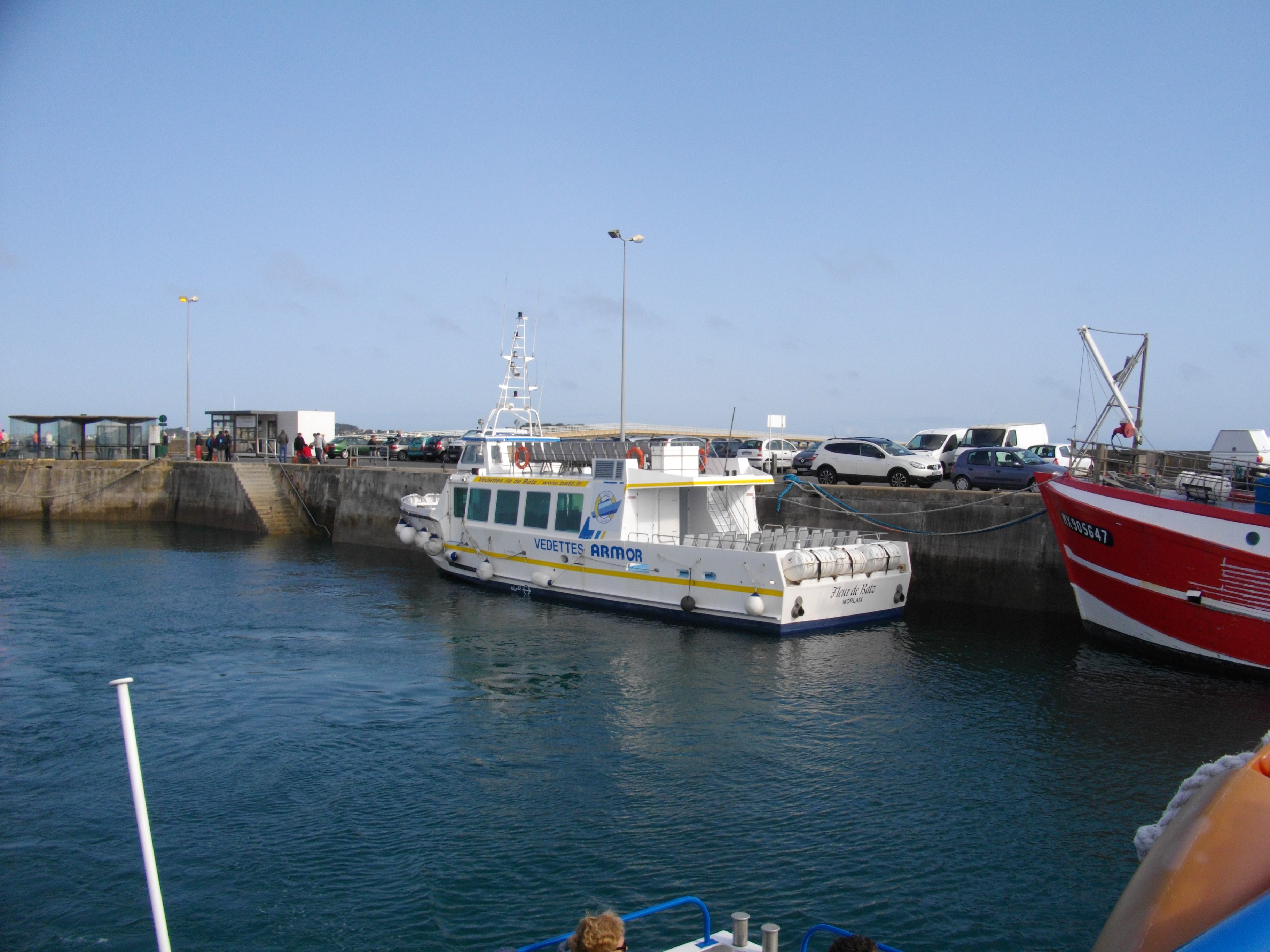
La Fleur de Batz à Roscoff

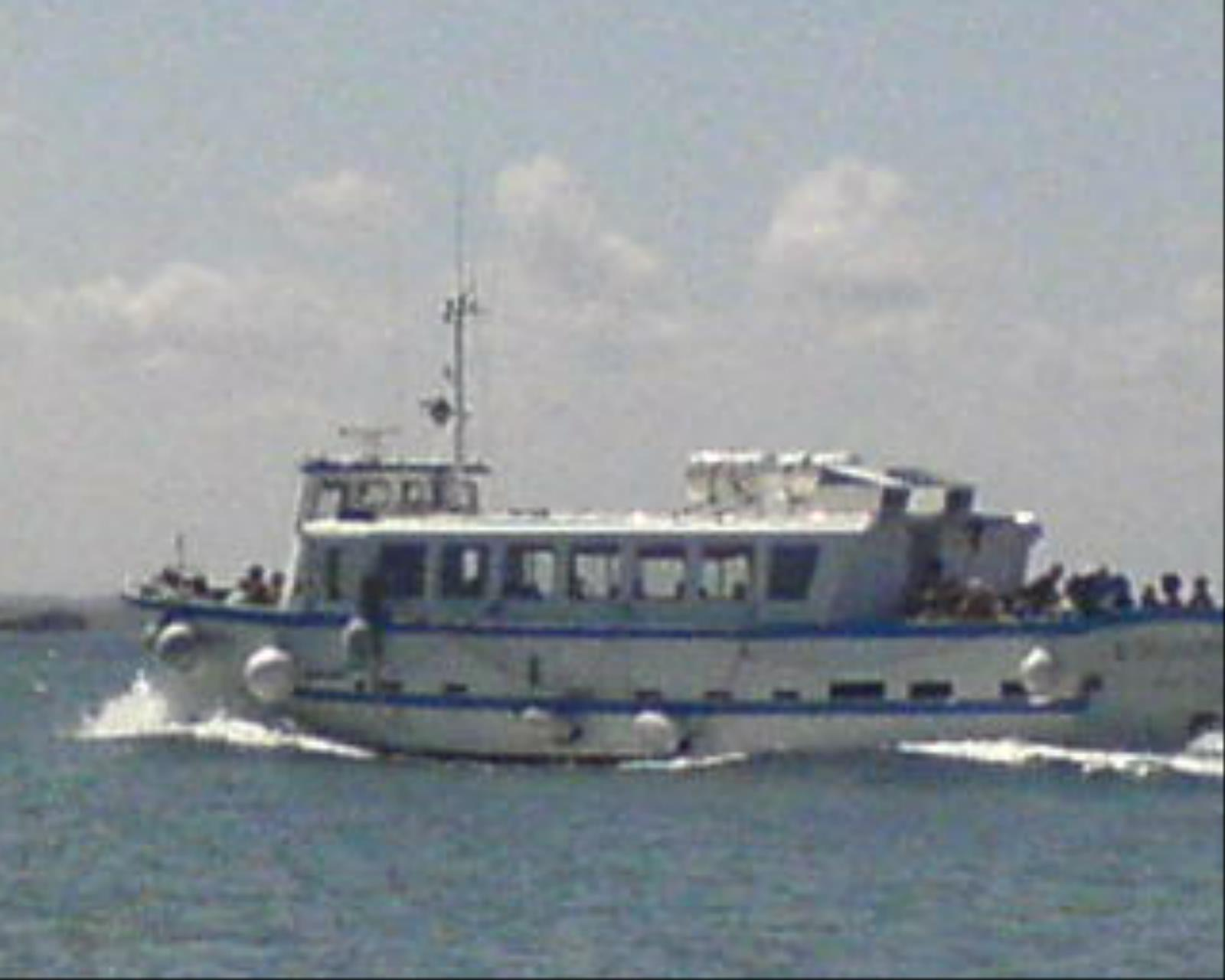
La Fleur de Batz en route vers l'île de Batz

La compagnie Armor excursions arme deux vedettes à passagers : 

## Compagnie maritime Armein excursions

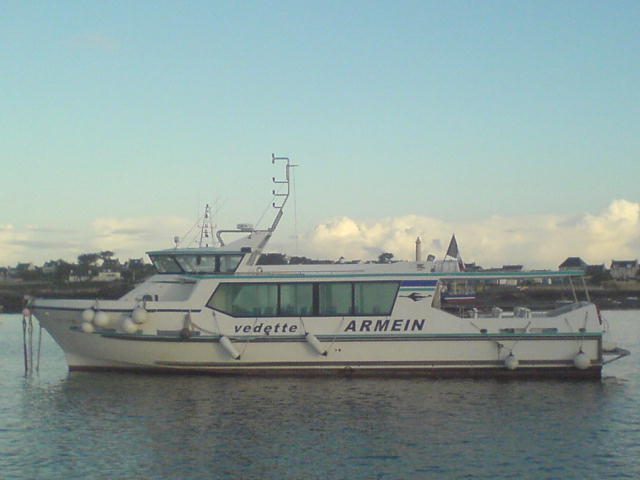
L' Adhara au mouillage dans le port de l'île de Batz

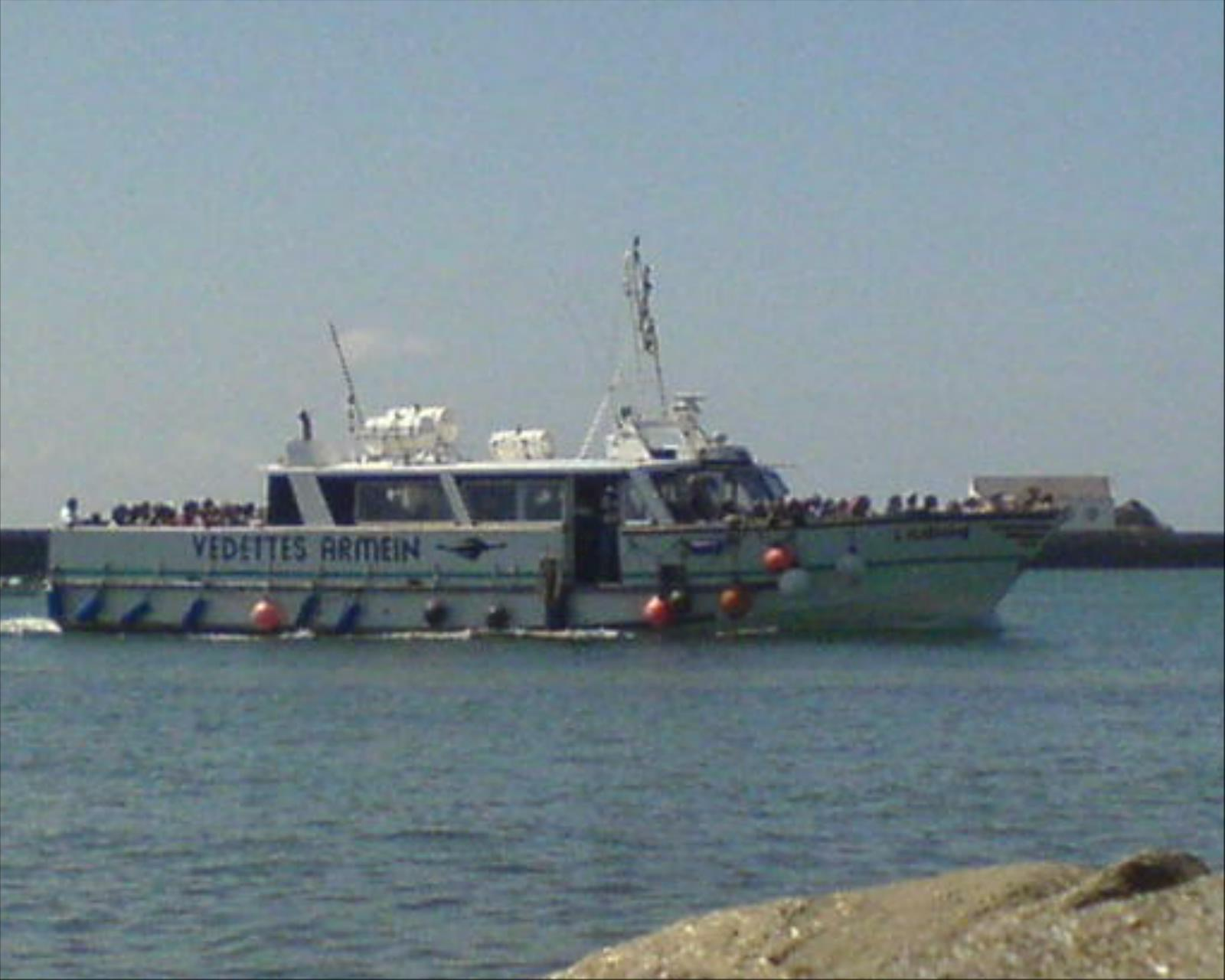
L' Adhara au mouillage dans le port de l'île-de-Batz

http://vedettesbatzroscoff.com/
La compagnie maritime Armein excursions arme deux vedettes à passagers : 